# 路斯 (阿肯色州)
路思（英語：Ruth）是位於美國阿肯色州富爾頓縣的一個非建制地區。該地的面積和人口皆未知。

## 地理
路思的座標為36°22′12″N 92°08′11″W / 36.37000°N 92.13639°W，而該地的平均海拔高度為243米（即797英尺）。